# 愛子東
愛子東（あやしひがし）は、宮城県仙台市青葉区の町丁。郵便番号は989-3127。住民基本台帳に基づく人口は5,528人、世帯数は2,510世帯（2025年4月1日現在）。
現行行政地名は愛子東一丁目から愛子東六丁目であり、全域で住居表示が実施されている。旧宮城郡宮城町下愛子字清水端・字二本松・字畑合・字棟林・字本木裏・字勘太・字下原・字川前・字町・字北原・字月橋の各一部。

## 地理
宮城県仙台市青葉区の宮城地区に存在し、現在は青葉区役所宮城総合支所の所管区域内となっている。
都市計画法上の用途地域では第一種住居地域および第二種中高層住居専用地域に分類され、広瀬川沿いの一部は市街化調整区域に指定されている。また、広瀬川の清流を守る条例（昭和49年仙台市条例第39号）および広瀬川の清流を守る条例施行規則（昭和51年仙台市規則第26号）における環境保全区域のうち、愛子東の一部は第一種環境保全区域と第二種環境保全区域の範囲内である。
- 河川：広瀬川

## 歴史
行政区画としては陸奥国宮城郡国分下愛子村の一部にあたり、明治4年7月14日（1871年8月19日）に廃藩置県によって仙台県の管轄に、明治5年1月8日（1872年2月16日）に宮城県へ改称された。同年4月9日（6月10日）には大区小区制の施行により宮城県第2大区小15区となり、その後の1874年（明治7年）4月に第2大区小1区、1876年（明治9年）11月に第2大区小14区にそれぞれ変更された。
大区小区制は1878年（明治11年）10月21日に廃止され、1889年（明治22年）4月1日には新たに町村制が施行、全域が広瀬村となった。広瀬村役場は広瀬村大字下愛子字町36番地（現在の愛子東六丁目4-5および4-6）に設置され、以降66年間に渡って役場が置かれていた。その後、1955年（昭和29年）に大沢村との合併で宮城村となった後も2年間は役場が置かれており、現在はみやぎ商工会宮城支所の敷地となっている。現在敷地内に存在する桜の古木は広瀬村役場の落成時に植えられたと伝えられており、作並地区発祥で第15代佐野藤右衛門が広めた「作並菊桜」の稀少な成木として確認されている。
2000年（平成12年）7月3日、愛子東部地区の住居表示実施に伴い、下愛子の一部をもって愛子東が誕生した。

### 年表
- 1987年（昭和62年）11月1日 - 宮城町が仙台市へ編入され、仙台市下愛子となる。
- 1989年（平成元年）4月1日 - 仙台市が政令指定都市に移行し、青葉区が誕生。仙台市青葉区下愛子となる。
- 2000年（平成12年）7月3日 - 愛子東部地区の住居表示実施に伴い、下愛子の一部をもって愛子東一丁目・愛子東二丁目・愛子東三丁目・愛子東四丁目・愛子東五丁目・愛子東六丁目が誕生する[2]。なお、告示は平成12年自治省告示第174号として同年8月3日に行われた[3]。

### 町名の変遷
町名の変遷は以下の通りである。
| 変更後の区域 | 変更後の区域 | 変更後の区域         | 変更前の区域（各一部） | 変更前の区域（各一部） | 変更前の区域（各一部） | 変更前の区域（各一部） | 変更日                   |
| 自治体       | 行政区       | 町丁                 | 自治体                 | 行政区                 | 大字                   | 小字                   | 変更日                   |
| ------------ | ------------ | -------------------- | ---------------------- | ---------------------- | ---------------------- | ---------------------- | ------------------------ |
| 仙台市       | 青葉区       | 愛子東一丁目（新設） | 仙台市                 | 青葉区                 | 下愛子                 | 字清水端               | 2000年（平成12年）7月3日 |
| 仙台市       | 青葉区       | 愛子東一丁目（新設） | 仙台市                 | 青葉区                 | 下愛子                 | 字二本松               | 2000年（平成12年）7月3日 |
| 仙台市       | 青葉区       | 愛子東一丁目（新設） | 仙台市                 | 青葉区                 | 下愛子                 | 字畑合                 | 2000年（平成12年）7月3日 |
| 仙台市       | 青葉区       | 愛子東一丁目（新設） | 仙台市                 | 青葉区                 | 下愛子                 | 字棟林                 | 2000年（平成12年）7月3日 |
| 仙台市       | 青葉区       | 愛子東一丁目（新設） | 仙台市                 | 青葉区                 | 下愛子                 | 字本木裏               | 2000年（平成12年）7月3日 |
| 仙台市       | 青葉区       | 愛子東二丁目（新設） | 仙台市                 | 青葉区                 | 下愛子                 | 字勘太                 | 2000年（平成12年）7月3日 |
| 仙台市       | 青葉区       | 愛子東二丁目（新設） | 仙台市                 | 青葉区                 | 下愛子                 | 字下原                 | 2000年（平成12年）7月3日 |
| 仙台市       | 青葉区       | 愛子東二丁目（新設） | 仙台市                 | 青葉区                 | 下愛子                 | 字二本松               | 2000年（平成12年）7月3日 |
| 仙台市       | 青葉区       | 愛子東三丁目（新設） | 仙台市                 | 青葉区                 | 下愛子                 | 字勘太                 | 2000年（平成12年）7月3日 |
| 仙台市       | 青葉区       | 愛子東三丁目（新設） | 仙台市                 | 青葉区                 | 下愛子                 | 字下原                 | 2000年（平成12年）7月3日 |
| 仙台市       | 青葉区       | 愛子東四丁目（新設） | 仙台市                 | 青葉区                 | 下愛子                 | 字川前                 | 2000年（平成12年）7月3日 |
| 仙台市       | 青葉区       | 愛子東四丁目（新設） | 仙台市                 | 青葉区                 | 下愛子                 | 字勘太                 | 2000年（平成12年）7月3日 |
| 仙台市       | 青葉区       | 愛子東四丁目（新設） | 仙台市                 | 青葉区                 | 下愛子                 | 字下原                 | 2000年（平成12年）7月3日 |
| 仙台市       | 青葉区       | 愛子東四丁目（新設） | 仙台市                 | 青葉区                 | 下愛子                 | 字町                   | 2000年（平成12年）7月3日 |
| 仙台市       | 青葉区       | 愛子東五丁目（新設） | 仙台市                 | 青葉区                 | 下愛子                 | 字川前                 | 2000年（平成12年）7月3日 |
| 仙台市       | 青葉区       | 愛子東五丁目（新設） | 仙台市                 | 青葉区                 | 下愛子                 | 字勘太                 | 2000年（平成12年）7月3日 |
| 仙台市       | 青葉区       | 愛子東五丁目（新設） | 仙台市                 | 青葉区                 | 下愛子                 | 字北原                 | 2000年（平成12年）7月3日 |
| 仙台市       | 青葉区       | 愛子東五丁目（新設） | 仙台市                 | 青葉区                 | 下愛子                 | 字町                   | 2000年（平成12年）7月3日 |
| 仙台市       | 青葉区       | 愛子東六丁目（新設） | 仙台市                 | 青葉区                 | 下愛子                 | 字勘太                 | 2000年（平成12年）7月3日 |
| 仙台市       | 青葉区       | 愛子東六丁目（新設） | 仙台市                 | 青葉区                 | 下愛子                 | 字月橋                 | 2000年（平成12年）7月3日 |
| 仙台市       | 青葉区       | 愛子東六丁目（新設） | 仙台市                 | 青葉区                 | 下愛子                 | 字町                   | 2000年（平成12年）7月3日 |

## 世帯数と人口
2025年（令和7年）4月1日現在の世帯数と人口は以下の通りである。
| 町丁         | 世帯      | 人口    |
| ------------ | --------- | ------- |
| 愛子東一丁目 | 335世帯   | 741人   |
| 愛子東二丁目 | 136世帯   | 284人   |
| 愛子東三丁目 | 474世帯   | 1,109人 |
| 愛子東四丁目 | 573世帯   | 1,347人 |
| 愛子東五丁目 | 777世帯   | 1,527人 |
| 愛子東六丁目 | 215世帯   | 520人   |
| 計           | 2,510世帯 | 5,528人 |

## 小・中学校の学区
小・中学校の学区は以下の通りとなる。
| 町丁         | 街区符号・住居番号 | 小学校     | 中学校     |
| ------------ | ------------------ | ---------- | ---------- |
| 愛子東一丁目 | 全域               | 広瀬小学校 | 広瀬中学校 |
| 愛子東二丁目 | 全域               | 広瀬小学校 | 広瀬中学校 |
| 愛子東三丁目 | 全域               | 広瀬小学校 | 広瀬中学校 |
| 愛子東四丁目 | 全域               | 広瀬小学校 | 広瀬中学校 |
| 愛子東五丁目 | 全域               | 広瀬小学校 | 広瀬中学校 |
| 愛子東六丁目 | 全域               | 広瀬小学校 | 広瀬中学校 |

## 施設

### 公園
- 棟林西公園（愛子東一丁目66-20）[21]
- 下愛子下原南公園（愛子東二丁目31-6）[22]
- 愛子東三丁目2号公園（愛子東三丁目2-58）[23]
- 愛子東三丁目西公園（愛子東三丁目45-11）[23]
- 愛子東三丁目公園（愛子東三丁目48-7外）[23]
- 愛子東三丁目3号公園（愛子東三丁目49-76外）[23]
- 下愛子下原公園（愛子東三丁目63-19）[22]
- 勘太東公園（愛子東四丁目2-85）[24]
- 広瀬川前緑地（愛子東四丁目2-106外）[25]
- 広瀬川前公園（愛子東四丁目71-1）[25]
- 愛子東四丁目公園（愛子東四丁目529-29）[23]
- 愛子東四丁目北公園（愛子東四丁目532-16）[23]
- 愛子東四丁目東公園（愛子東四丁目533-4）[23]
- 北原東公園（愛子東五丁目35-21）[24]
- 勘太公園（愛子東五丁目78-5）[24]
- 北原北公園（愛子東五丁目78-37）[24]
- 愛子東五丁目中公園（愛子東五丁目81-8）[23]
- 愛子東五丁目公園（愛子東五丁目220-6）[23]
- 下愛子町3号公園（愛子東六丁目30-9）[22]
- 下愛子町2号公園（愛子東六丁目34-15外）[22]
- 下愛子町公園（愛子東六丁目43-10）[22]
- 下愛子町4号公園（愛子東六丁目99-16）[22]

### 教育
- あっぷる愛子こども園（愛子東五丁目4-12）[26]
- 愛子幼稚園（愛子東六丁目4-15）[27]

### 企業・店舗
- みやぎ生活協同組合 仙台西センター（愛子東一丁目1-2）[28]
- 幸楽苑 愛子店（愛子東一丁目1-17）[29]
- ツルハドラッグ 仙台愛子店（愛子東一丁目4-34）[30]
- つつみ屋 本店（愛子東一丁目5-21）[31][32]
- やまや 愛子店（愛子東一丁目5-18）[33]
- DAISO 仙台愛子店（愛子東二丁目1-13）[34]
- ふじや千舟 本社（愛子東三丁目14-25）[35]
- セブン-イレブン 仙台愛子東店（愛子東四丁目5-64）[36]
- スクールプルミエ 本店（愛子東四丁目21-28）[37]
- みやぎ仙台商工会 宮城支所（愛子東六丁目4-5）[38]

## 交通

### 鉄道
鉄道駅はない。最寄り駅は■仙山線の陸前落合駅もしくは愛子駅。

### バス
2025年（令和7年）4月1日改正時点のバス停留所は以下の通り。
- 仙台市営バス
  - 愛子東一丁目 - 広瀬小学校前 - 愛子東二丁目 - 愛子東六丁目 - 愛子幼稚園前（25/26/70/71/840/843/844/845/846系統）
  - 広瀬中学校前（75/76/77系統）

その他、デマンド型交通の乗車ポイントとして以下の停留所が存在する。
- 新川地区地域交通運営検討会 八ツ森号
  - 愛子整形外科 - 日野クリニック

### 道路

#### 一般国道
- 国道457号[42]

#### 道路愛称路線
- 27 愛子駅前大通り[43]
- 29 開成通り[43]